# Aloha Air Cargo
Aloha Air Cargo es una aerolínea de carga americana con sede en Honolulú CDP, Hawái, y teniendo como base de operaciones al Aeropuerto Internacional de Honolulú. Antiguamente era parte de Aloha Airlines, pero se convirtió en una aerolínea independiente de carga después del cierre de la aerolínea de pasajeros en 2008.

## Historia
Aloha Airlines fue fundada en 1946 y amplió su negocio durante las décadas posteriores y se acogió al Capítulo 11 de bancarrota en 2004 y el 20 de marzo de 2008. Diez días más tarde, el 30 de marzo de 2008, Aloha Airlines anunció la suspensión de todos sus vuelos regulares de pasajeros, siendo su último día de operaciones el 31 de marzo de 2008.
Tras el cese de las operaciones de pasajeros, Aloha y sus acreedores decidieron vender la división de carga y la de servicios. Diversas compañías mostraron interés en adquirir la sección de carga de Aloha, incluyendo la empresa de Seattle Saltchuk Resources, la californiana Castle & Cooke Aviation, y la hawaiiana Kahala Capital (que incluía a Richard Ing, un inversor menor en Aloha Air Group y miembro de la dirección de Aloha). Sin embargo, un desacuerdo entre los pujantes por la división de carga y el principal acreedores de Aloha, GMAC Commercial Finance, concluyó con la retirada de los interesados en adquirir dicha división. Tras este hecho, GMAC retiró todos los fondos a la división de carga de Aloha, oblIgando a cancelar todas las operaciones de carga; al mismo tiempo, la directiva de Aloha decidió transformar el Capítulo 11 en un Capítulo 7, confirmando su liquidación.
Saltchuk Resources decidió renovar su puja por la división de carga tras urgir el senador estadounidense Daniel Inouye a hacerlo, y el acuerdo entre Aloha y Saltchuk fue aceptado y aprobado por la corte federal, haciendo así que Saltchuk pudiese adquirir la división de carga por 10,5 millones de dólares. La venta fue aprobada por el Juez Federal de Bancarrotas Lloyd King el 12 de mayo de 2008, materializándose así la venta dos días más tarde.
Antes de su puja por Aloha, Saltchuk Resources ya estaba presente en Hawái a través de sus filiales Young Brothers/Hawaiian Tug & Barge, Hawaii Fuel Network, Maui Petroleum y Minit Stop Stores. La compañía también es propietaria de Northern Air Cargo, la mayor aerolínea de carga de Alaska. Una nueva filial, Aeko Kula Inc., fue establecida por Saltchuk para operar como Aloha Air Cargo.
El 15 de mayo de 2008 la aerolínea recibió la autorización de la FAA y el departamento de transportes para operar como aerolínea independiente.

## Destinos
| Países               | Destinos      | Aeropuertos                                   |
| -------------------- | ------------- | --------------------------------------------- |
| Barbados             | Bridgetown    | Aeropuerto Internacional Grantley Adams       |
| Estados Unidos       | Hilo          | Aeropuerto Internacional de Hilo              |
| Estados Unidos       | Honolulu      | Aeropuerto Internacional Daniel K. Inouye HUB |
| Estados Unidos       | Kahului       | Aeropuerto de Kahului                         |
| Estados Unidos       | Kailua        | Aeropuerto Internacional de Kona              |
| Estados Unidos       | Lihue         | Aeropuerto de Lihue                           |
| Estados Unidos       | Los Ángeles   | Aeropuerto Internacional de Los Ángeles       |
| Estados Unidos       | Miami         | Aeropuerto Internacional de Miami             |
| Estados Unidos       | Seattle       | Aeropuerto Internacional de Seattle-Tacoma    |
| Guyana               | Georgetown    | Aeropuerto Internacional Cheddi Jagan         |
| Perú                 | Lima          | Aeropuerto Internacional Jorge Chávez         |
| República Dominicana | Santo Domingo | Aeropuerto Internacional Las Américas         |

## Flota

### Flota actual
En agosto de 2024, la flota de Aloha Air Cargo incluye las siguientes aeronaves:
| Aeronaves       | En servicio | Pedidos | Matrículas                                              | Antigüedad                                              | Notas                                                           |
| --------------- | ----------- | ------- | ------------------------------------------------------- | ------------------------------------------------------- | --------------------------------------------------------------- |
| Boeing 737-300F | 5           | —       | N360WA                                                  | 37,3 años                                               |                                                                 |
| Boeing 737-300F | 5           | —       | N301KH                                                  | 29,7 años                                               |                                                                 |
| Boeing 737-300F | 5           | —       | N302KH                                                  | 29,6 años                                               |                                                                 |
| Boeing 737-300F | 5           | —       | N304KH                                                  | 26,5 años                                               |                                                                 |
| Boeing 737-300F | 5           | —       | N303KH                                                  | 25 años                                                 |                                                                 |
| Boeing 737-400F | 1           | —       | N405YK                                                  | 33 años                                                 |                                                                 |
| Boeing 767-300F | 3           | 1       | N399CM                                                  | 31,4 años                                               | Operados por Northern Air Cargo.                                |
| Boeing 767-300F | 3           | 1       | N321CM                                                  | 26,4 años                                               | Operados por Northern Air Cargo.                                |
| Boeing 767-300F | 3           | 1       | N564NC                                                  | 24,3 años                                               | Por incorporar a la flota. Será operado por Northern Air Cargo. |
| Boeing 767-300F | 3           | 1       | N566NC                                                  | 23,9 años                                               | Operado por Northern Air Cargo.                                 |
| Total           | 9           | 1       | Edad media de la flota (septiembre de 2024): 28,7 años. | Edad media de la flota (septiembre de 2024): 28,7 años. | Edad media de la flota (septiembre de 2024): 28,7 años.         |

### Flota histórica
| Aeronaves      | Total | Introducido | Retirado | Matrículas                                      |
| -------------- | ----- | ----------- | -------- | ----------------------------------------------- |
| Boeing 737-200 | 6     | 2008        | 2017     | N834AL, N826AL, N320DL, N841AL, N840AL y N842AL |
| Saab 340       | 3     | 2011        | 2016     | N843KH, N844KH y N845KH                         |